# Mottereau
Mottereau é uma comuna francesa na região administrativa do Centro, no departamento Eure-et-Loir. Estende-se por uma área de 8,75 km². Em 2010 a comuna tinha 165 habitantes (densidade: 18,9 hab./km²).